# Maidantal
Der Maidantal (kasachisch Майдантал; usbekisch Maydontol; russisch Майданта́л) ist der rechte Quellfluss des Piskom in Türkistan (Kasachstan) und in Usbekistan.
Der Maidantal entspringt in Südkasachstan im Norden des Maydontol-Kamms an dessen Nahtstelle zum Talas-Alatau. Er fließt anfangs in westlicher, später nach südwestlicher und südlicher Richtung. Das Tal des Maidantal trennt den östlich verlaufenden Maydontol-Kamm vom westlich verlaufenden Ugomgebirge. Kurz vor dem Zusammenfluss mit dem von Osten heranströmenden Oygaying und deren Vereinigung zum Piskom überquert der Fluss die Grenze nach Usbekistan. Der Maidantal hat eine Länge von 49 km. Er entwässert ein Areal von 471 km². Der mittlere Abfluss beträgt 16,3 m³/s.
Der Flusslauf des Maidantal auf kasachischer Seite liegt innerhalb des Aqsu-Schabaghyly-Naturreservats.